# Villa Paganini
Villa Paganini, già Villa Gaione, è un edificio in stile neoclassico situato all'interno di un ampio parco all'inglese in strada Gaione 31 a Gaione, frazione di Parma; costituisce la sede dell'Istituto San Giovanni Battista.

## Storia
La villa fu edificata tra il 1820 e il 1825 quale residenza di villeggiatura del conte Giuseppe Castellinard, che a causa del debiti contratti, su autorizzazione della duchessa di Parma Maria Luigia nel 1826 e del re di Sardegna Carlo Felice, la mise in palio alla Grande Loterie de la belle Villa-Gajone, che nell'estrazione del 1828 vinse lui stesso nonostante i 90 000 biglietti venduti.

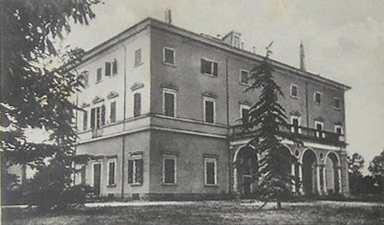
La villa intorno al 1940

La lotteria non fu tuttavia sufficiente a risolvere la grave situazione economica del Conte, tanto che nel 1833 la tenuta, comprendente anche le scuderie e un grande parco di oltre 30 ettari con lago, fu messa in vendita e acquistata per 316 802,78 lire da Niccolò Paganini, che si impegnò anche a pagare i creditori del precedente proprietario. Il violinista comprò anche vari terreni adiacenti dai marchesi Dalla Rosa e Gigli Cervi Catucci, affidando i poderi a vari amministratori, e intraprese una serie di lavori di ampliamento e arredo della villa, con l'intenzione di trascorrervi lunghi periodi di riposo tra una tournée e l'altra. Tuttavia, dopo una serie di ulteriori esborsi non previsti dovuti ai debiti del Castellinard, soggiornò a Gaione per pochissimi anni, in quanto morì a Nizza nel 1840.
Il figlio Achille, unico erede della tenuta, vi apportò poche modifiche, a eccezione del tracciamento di un lungo viale di collegamento con la nuova strada Langhirano. Alla sua morte nel 1895, la villa passò al quinto figlio Abramo, che nel 1931 la alienò al conte Ernesto Lombardo, il quale a sua volta la donò ad Antonietta Capelli, fondatrice dell'Istituto San Giovanni Battista; l'ente religioso la trasformò nella propria sede, oggi utilizzata anche per ospitare convegni e concerti. Tuttavia, dell'enorme parco la maggior parte fu frammentata, rivenduta e destinata a usi agricoli o industriali, mentre la porzione rimanente, adiacente alla villa, conservò alcune delle antiche alberature, perdendo però il laghetto, che fu prosciugato.

## Descrizione

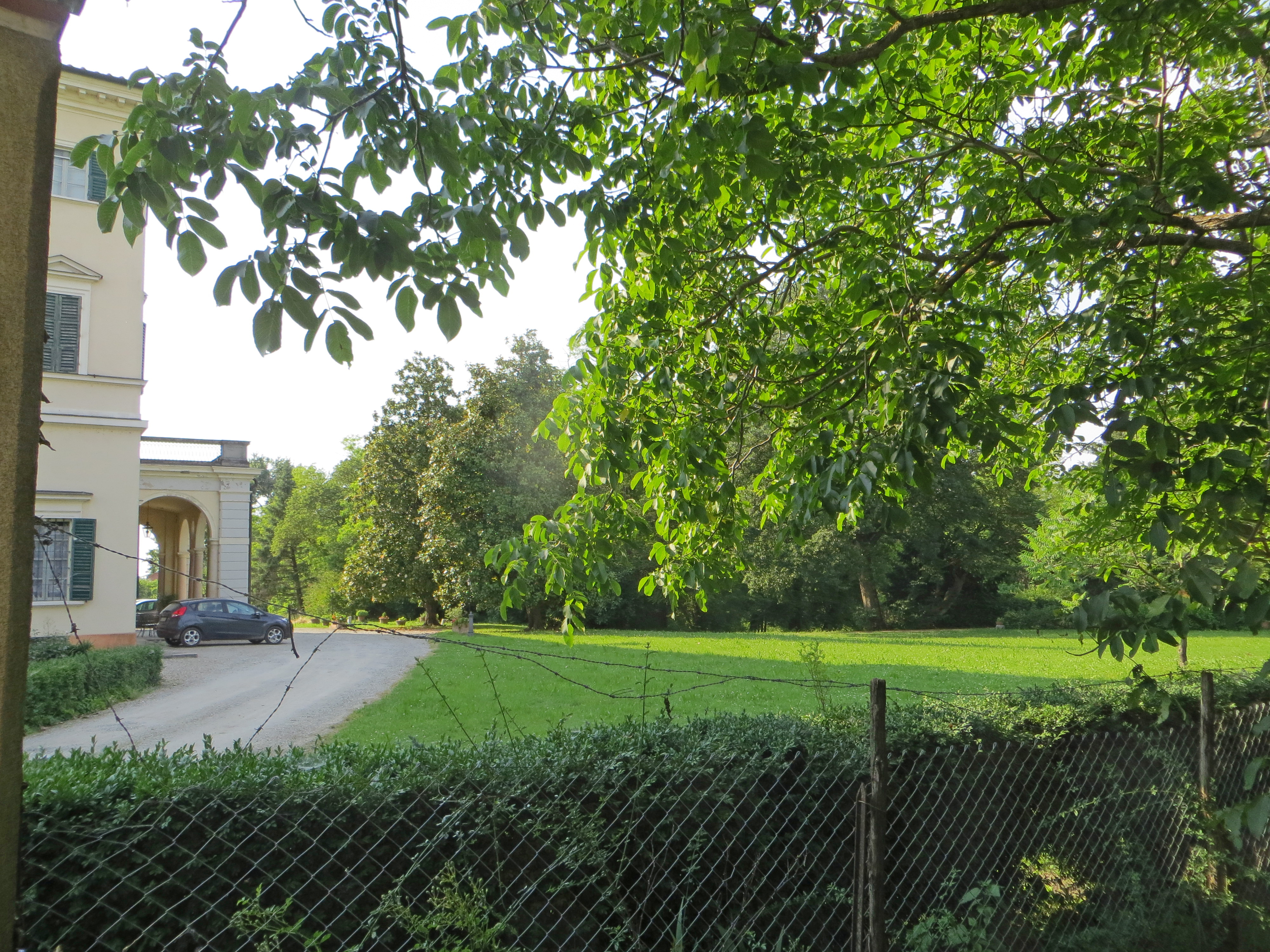
Scorcio del parco

L'ampio parco si sviluppa nella fascia compresa tra la stretta strada Gaione a est e il torrente Cinghio a ovest, confinando a nord con la pieve dei Santi Ippolito e Cassiano; la villa e i due simmetrici fabbricati delle ex scuderie, posti ai lati della corte a sud, si trovano nella zona meridionale del giardino.

### Villa
La grande villa si sviluppa su una pianta rettangolare, con ingresso principale sul lato nord, ortogonalmente al vialetto d'accesso su strada Gaione.
La lunga e simmetrica facciata principale, interamente intonacata, si innalza su tre livelli fuori terra; al centro aggetta un portico a tre arcate a tutto sesto, retto da due massicci pilastri in finto bugnato alle estremità e da due coppie di colonne sormontate da capitelli dorici nel mezzo; le finestre, delimitate da cornici, sono sovrastate al piano nobile da frontoni triangolari; a coronamento si sviluppa il cornicione con modiglioni.
Analoghi motivi decorativi sono ripresi anche nei simmetrici prospetti laterali.
Gli ambienti conservano gran parte dell'aspetto ottocentesco, a partire dai pavimenti a mosaico; tuttavia, l'edificio conserva solo pochi degli arredi originari.
Dal portico si accede al lungo androne centrale passante, coperto da un soffitto a volta a pennacchi. Sulla destra è collocata la sala da pranzo, ornata con tappezzerie parietali dipinte a chiaroscuro con grandi paesaggi classici. Sulla sinistra si trova il salotto Rosso, utilizzato da Niccolò Paganini per suonare al violino i suoi Capricci; l'ambiente è caratterizzato dalle decorazioni damascate blu-rossastre, contenenti gli stemmi baronali del violinista.
Uno scalone a forbice, coronato da un soffitto a medaglioni, conduce al corridoio centrale del primo piano, suddiviso in due ambienti, il secondo dei quali era anticamente destinato a sala da biliardo. Le stanze laterali presentano tappezzerie verdi o blu; tra le sale si trova una cappella, che prende il posto della camera da letto di Niccolò Paganini.
La villa accoglie inoltre una sala conferenze e altri ambienti adattati alle esigenze dell'ente religioso.

### Parco
L'ampio parco pianeggiante, ricchissimo di piante, è rappresentato oggi da una piccola parte dell'enorme tenuta ottocentesca di oltre 30 ettari. In origine a nord della villa, di fronte al portico d'ingresso, si trovava un laghetto, successivamente prosciugato, alimentato dal vicino torrente Cinghio e popolato da pesci e anatre; nei dintorni si estendeva inoltre un fitto bosco, abitato da cervi e caprioli.